# Jumanji (film)
Jumanji – amerykański film z 1995 w reżyserii Joe Johnstona. W głównych rolach wystąpili Robin Williams, Kirsten Dunst i Bonnie Hunt.
Film powstał na podstawie książki Jumanji autorstwa Chrisa Van Allsburga.
Sequel powstał w 2017 i nosi tytuł Jumanji: Przygoda w dżungli.

## Fabuła
W 1869 roku dwóch chłopców zakopało nocą w lesie tajemniczą skrzynkę, z której wydobywały się dźwięki tam-tamów. Sto lat później, kilkanaście metrów dalej od miejsca ukrycia gry powstała fabryka butów. Syn właściciela odkrył kufer w miejscu budowy biur. W środku znajdowała się gra planszowa o nazwie Jumanji. Chłopiec wtajemniczył w sprawę swoją przyjaciółkę, Sarę Whittle. W jego domu podczas nieobecności rodziców rozpoczęli rozgrywkę. Wówczas doszło do nieprzewidzianych wydarzeń.

## Obsada aktorska
- Robin Williams jako Alan Parrish
  - Adam Hann-Byrd jako młody Alan Parrish
- Bonnie Hunt jako Sarah Whittle-Parrish, żona dorosłego Alana
  - Laura Bell Bundy jako młoda Sarah Whittle
- Jonathan Hyde jako Samuel Alan Parrish, ojciec Alana
- Patricia Clarkson jako Carol Anne Parrish, matka Alana
- Jonathan Hyde jako Van Pelt, kłusownik i nieprzejednany wróg dorosłego Alana
- Kirsten Dunst jako Judy Shepherd, bratanica Nory i pomocnica dorosłego Alana
- Bradley Pierce jako Peter Shepherd, bratanek Nory i pomocnik dorosłego Alana
- Bebe Neuwirth jako Nora Shepherd, ciotka-opiekunka Judy i Petera oraz siostra Jima
- David Alan Grier jako policjant Carl Bentley, ofiara psot Alana
- Malcolm Stewart jako Jim Shepherd, ojciec Judy i Petera oraz brat Nory
- Annabel Kershaw jako Martha Shepherd, matka Judy i Petera